# Idalmis Gato
Idalmis Gato (Camagüey, 30 agosto 1971) è un'ex pallavolista cubana.
Ha vinto due medaglie olimpiche nella pallavolo con la nazionale femminile cubana, entrambe d'oro. In particolare ha trionfato con la sua squadra alle Olimpiadi di Barcellona 1992 e alle Olimpiadi di Atlanta 1996.
Ha vinto una medaglia d'oro ai campionati mondiali, nel 1994 in Brasile.